# Václav IV.
Václav IV. (26. února 1361 Norimberk – 16. srpna 1419 Nový hrad u Kunratic) z rodu Lucemburků byl český král (1378–1419) a římský král (1376–1400). Jeho otcem byl císař Karel IV. a jeho matkou Anna Svídnická. Na český trůn nastoupil jako sedmnáctiletý a vládl 41 let, do té doby nejdéle ze všech českých králů. Za jeho vlády se v Čechách rozvinulo hnutí české reformace, jehož spory s katolíky vyústily po smrti Václava v husitské války.

## Život

### Narození
Václavův otec a římský císař Karel IV. svolal za účelem vyřešení vleklých sporů s Rudolfem IV. Habsburským zasedání říšského sněmu do Norimberka. Na sněm, který začal 20. února roku 1361, se odebral spolu se svou těhotnou manželkou Annou Svídnickou. Ta zde v pátek 26. února kolem 21. hodiny v komnatě norimberského císařského hradu porodila syna. Pro 22letou císařovnu to bylo druhé dítě po dceři Elišce (někdy uváděna též jako Alžběta), pro 45letého Karla IV. to bylo páté dítě a v danou chvíli jediný syn, protože jeho první syn zemřel ještě jako jednoletý.
| „                                                                 | S potěšením vás činíme trvalými účastníky naší radosti oznamujíce vám, že jsme dostali od naší nejdražší manželky syna, zrozeného ve znamení šťastné hvězdy. Radujte se tedy! | “ |
| — úryvek z listů Karla IV. rozeslaných evropským panovníkům, 1361 | |   |

Václav byl pokřtěn 11. dubna v norimberském kostele sv. Sebalda pražským arcibiskupem Arnoštem z Pardubic za asistence dalších vysokých církevních hodnostářů z celé říše. 16. května přijel Václav se svými rodiči do Prahy.
Už v červnu uzavřel Karel IV. dohodu s norimberským purkrabím Fridrichem V. Hohenzollernským o budoucím sňatku Václava s Fridrichovou dcerou Alžbětou Hohenzollernskou. Tento sňatek měl být uzavřen do deseti let, a pokud by jedno z dětí zemřelo, na řadě byli další sourozenci Václava nebo Alžběty. Karel IV. také začal už od srpna roku 1361 potvrzoval některé důležité politické listiny jménem a osobní pečetí Václava, přestože byl tehdy Václav jen několikaměsíčním kojencem. Když bylo Václavovi 16 měsíců, zemřela 11. července jeho 23letá matka Anna Svídnická během porodu Václavova mladšího bratra, který zemřel spolu s ní.

### Otcova sňatková politika

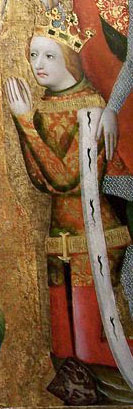
Mladý Václav IV. na Votivním obraze Jana Očka z Vlašimi (14. století)

V květnu příštího roku se Karel IV. v Krakově oženil s Alžbětou Pomořanskou, vnučkou polského krále Kazimíra III. Po příjezdu z Krakova nechal 15. června 1363 Václava korunovat na českého krále. Korunovace proběhla ve Svatovítské katedrále symbolicky právě ve svátek svatého Víta. Obřad korunovace českého krále provedl pražský arcibiskup Arnošt z Pardubic, ačkoli sám proti Karlovu rozhodnutí protestoval a považoval korunovaci teprve dvouletého dítěte za znevážení korunovačního aktu. Teprve tři dny po Václavově korunovaci byla v katedrále korunována Alžběta Pomořanská na českou královnu. Karel chtěl tímto aktem patrně předejít pozdějším nástupnickým sporům mezi Václavem a možnými syny, kteří by se narodili jeho nové manželce.
27. července 1365 zemřel zeť a také soupeř Karla IV. – Rudolf IV. Habsburský. Pro Karla tedy nastala příležitost získat na svou stranu uherského krále Ludvíka I., který býval Rudolfovým spojencem. Pro syna Václava začal vyjednávat nový budoucí sňatek s jinou Alžbětou, o sedm let starší neteří uherského krále a předpokládanou dědičkou uherského trůnu. Existovala ovšem ještě svatební smlouva s norimberským purkrabím Fridrichem Hohenzollernským. Ten za zrušení dané smlouvy obdržel od císaře některé výhody a finanční odměnu. Václavova nevlastní starší sestra Kateřina, která po smrti Rudolfa IV. Habsburského ovdověla, pak byla Karlem provdána za braniborského markraběte Otu. V březnu 1366 přišel do Prahy slib uherského krále, že se sňatek mezi jeho neteří a Václavem uskuteční.
Důvody, proč se nakonec neuzavřel sňatek Václava s uherskou Alžbětou, nejsou příliš jasné. Papež Urban V. 9. prosince 1369 zrušil zásnubní sliby obou stran. Jako důvod uvedl nechuť uherského dvora k tomuto sňatku. Alžbětě se totiž mezitím naskytla možnost ještě slibnějšího sňatku s titulárním konstantinopolským císařem Filipem III. z Anjou a Tarentu Naopak Karel IV. se mohl soustředit na zpřetrhání spojenectví mezi bavorskými Wittelsbachy a uherským a polským králem.

### Výchova
Ze zpráv císařského dvorního kronikáře Beneše Krabice z Weitmile víme, že se v říjnu roku 1367 vydal šestiletý Václav s pražským arcibiskupem Janem Očkem z Vlašimi na cestu po městech v Lužici, kterému zde zástupci měst a šlechty osobně vzdávali hold. V únoru 1368 porodila česká královna Alžběta Pomořanská syna Zikmunda, Václavova polovičního bratra.
V dubnu 1368 odjel Karel IV. do Itálie a správu českého království dočasně svěřil Václavovi a především jeho učiteli arcibiskupu Janu Očkovi z Vlašimi. V červnu poslal Václav svému otci do Mantovy dopis, ve kterém krátce líčí dění v Praze. Z neobratnosti písma, gramatických, pravopisných a stylistických chyb vyplývá, že latinsky psaný dopis opravdu psal osobně tehdy sedmiletý Václav.
Když na konci července zemřel javorský a svídnický vévoda Bolek II., připadly obě země dětem Anny Svídnické – Elišce a Václavovi. Eliška se svého nároku vzdala ve prospěch Václava a ten byl v říjnu 1369 prohlášen Karlem IV. z císařské pravomoci za plnoletého, aby mohl obě země převzít. Běžná hranice plnoletosti byla tehdy 14 let, ale Václavovi bylo jen osm.
V polovině dubna 1370 přijel Václav za svým otcem do Norimberku. Zde Karel IV. jednal s dolnobavorsko-straubingským vévodou Albrechtem I. o sňatku Václava s jeho dcerou Johanou. V červnu byla v Kempnatenu podepsána svatební smlouva a dva dny poté se v Praze narodil Václavův druhý nevlastní bratr Jan. Po oslavě křtin v Praze přijel v srpnu Václav s velkým doprovodem zpátky do Norimberku, kde se konal říšský sněm a 29. září se zde konala také dohodnutá svatba Václava s Johannou Bavorskou. 17. listopadu se poté v Praze uskutečnila korunovace Johanny českou královnou s osmidenní hostinou.
V říjnu příštího roku se Václav vydal s otcem na mírové jednání do Pirny, odtud pak do Budyšína a Vratislavi. Už v dubnu roku 1372 oba opět opustili Prahu a vydali se přes Mohuč do Cách, kde jednali o propuštění lucemburského vévody, Václavova nevlastního strýce a jmenovce Václava Lucemburského. Toho zajal Vilém z Jülichu kvůli sporům o obchodní cesty. Na cestě zpět do Prahy se v Kolíně nad Rýnem Václav účastnil procesu říšského soudního dvora, který skončil prohlášením říšského vikáře v Itálii Galeazza Viscontiho za říšského rebela a velezrádce.

### Úplatky pro zajištění titulu římského krále
Karel IV. začal také zajišťovat pro Václava jeho zvolení římským králem. Karel IV. proto v už v prosinci 1373 v Praze uzavřel dohodu s würzburským biskupem Gerhardem a především s kandidátem na pozici mohučského arcibiskupa Ludvíkem Míšeňským. V říjnu 1374 daroval Wittelsbachům do dědičného držení zemské fojtství v Alsasku a protlačil Ludvíka Míšeňského na místo mohučského arcibiskupa. Za úplatky a další výhody se k volbě Václava zavázal také trevírský arcibiskup Kuno z Falkenštejna a kolínský arcibiskup Friedrich III. ze Saarwerden. Od řady dalších významných říšských šlechticů získal slib, že uznají volbu Václava římským králem ještě za Karlova života. Standardně se totiž nový římský král volil až po úmrtí toho starého. V lednu slíbil svou podporu saský vévoda Václav I. Askánský, bavorskému vévodovi a držiteli braniborského hlasu Friedrichovi Moudrému udělil Karel fojtství města Aušpurku a poslednímu voliteli rýnskému falckraběti Ruprechtovi daroval do zástavy majetek v hodnotě desítek tisíc florénů.
10. června 1376 byl patnáctiletý Václav IV. všemi sedmi hlasy kurfiřtů zvolen ve Frankfurtu římským králem a šestého července byl tradičním způsobem v cášské katedrále slavnostně korunován.

### Po smrti otce
V listopadu roku 1378 zemřel Karel IV. a sedmnáctiletý Václav IV. se stal jediným vládcem Svaté říše římské a Českého království. Zatímco jeho otec se mohl opírat o dlouhodobé dobré vztahy s papežem i francouzským králem, nedávno započaté papežské schizma stále více nutilo Václava se rozhodnout a přiklonit se buďto k římskému papeži, nebo k francouzskému králi a „jeho“ avignonskému papeži. Už Karel IV. upřednostňoval spolupráci s římským papežem Urbanem VI. a Václav tak v tomto směru i díky vlivu rádců, které po otci zdědil, pokračoval.
Z ledna roku 1379 pochází zpráva papeži, ve které se Václav IV. zmiňuje o tom, že má dva hlavní vedoucí činitele a poradce: pražského arcibiskupa pro české záležitosti a Ruprechta I. Falckého pro říšské záležitosti. Později toho roku se Václav odebral do Uherska na lovecký hrad Zvolen, kde jednal s uherským králem Ludvíkem ohledně sňatku mezi uherskou princeznou Marií a Václavovým mladším bratrem Zikmundem, a také o společné podpoře římského papeže Urbana VI. Výsledkem jednání bylo i to, že se jedenáctiletý Zikmund přestěhoval se svou matkou z Braniborska do Trnavy, aby byl vychováván v prostředí uherského dvora.

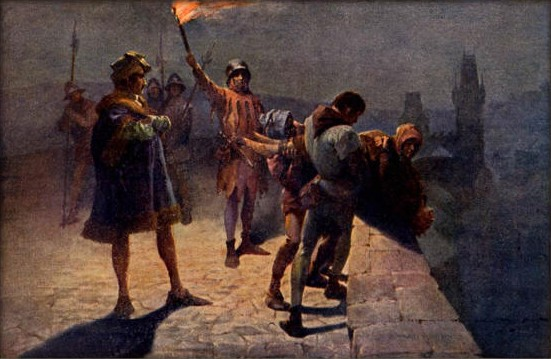
Josef Mathauser, Smrt Jana Nepomuckého

Dvorských úřadů v Českém království se později ujali představitelé nižší šlechty, o které se Václav opíral, jimž ale scházel evropský rozhled. Snad i jejich vinou začal král dávat přednost lovům a pitkám před povinnostmi a dostal se do sporu s vyšší šlechtou i arcibiskupem Janem z Jenštejna. Střet vyvrcholil roku 1393 umučením Jana z Pomuku, později svatořečeného Jana Nepomuckého, a Jenštejnovou rezignací.

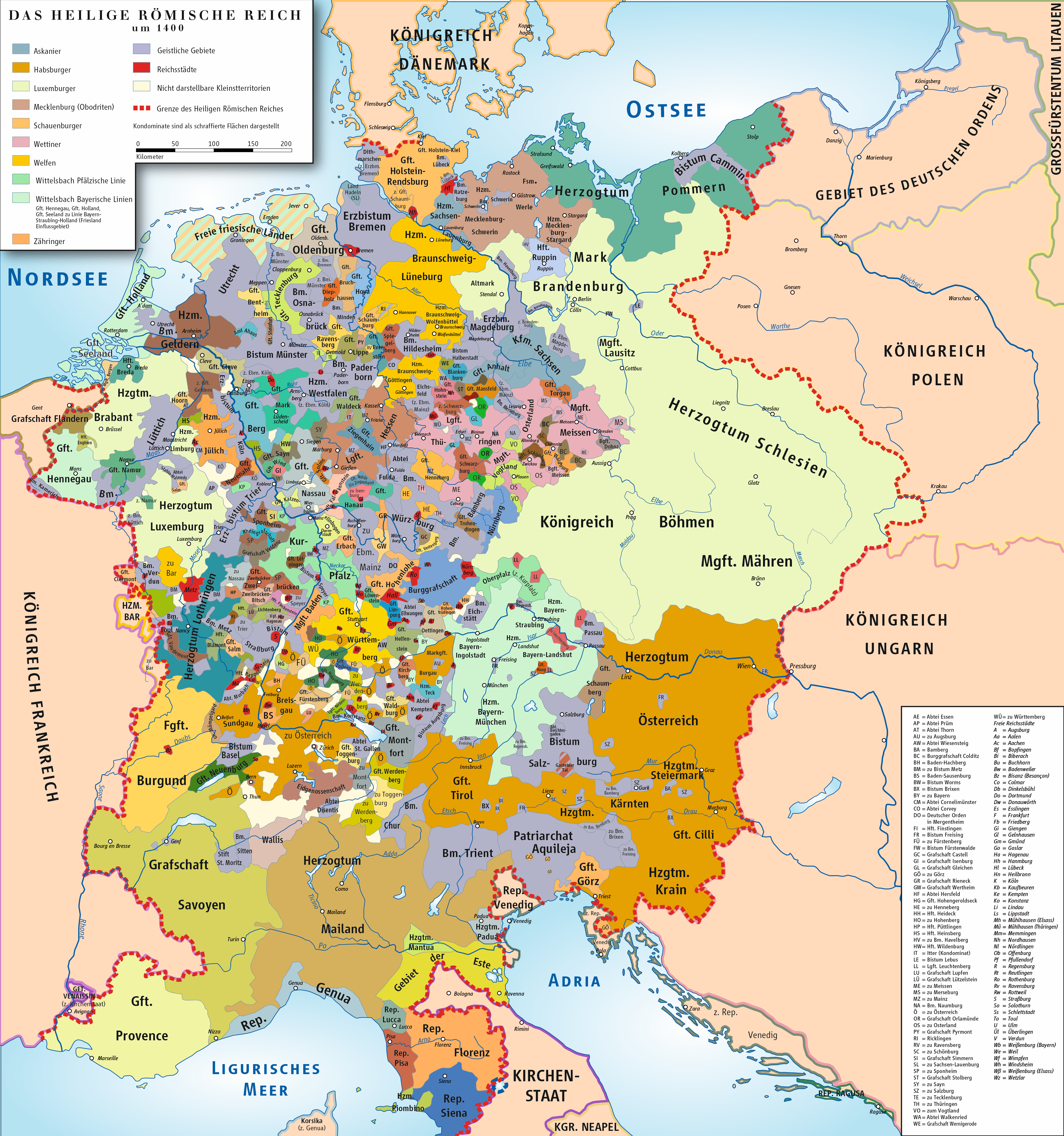
Svatá říše římská a České království kolem roku 1400

V říši rostla nespokojenost s nečinností římského krále a Václav se postupně stahoval do klidnějších českých zemí. Roku 1383 byl pod tlakem francouzské diplomacie donucen upustit od římské korunovační jízdy. V roce 1394 se spojili představitelé vyšší šlechty s moravským markrabětem Joštem (viz panská jednota) a přešli do přímého útoku: krále zajali, když mu předtím přednesli stížnosti na nepořádky ve správě země i říše, na opomíjené nároky panstva a libovůli králových milců. Král byl 8. května 1394 zajat v Králově Dvoře u Berouna a odvezen do Horních Rakous na starhemberský hrad Wildberg, v průběhu cesty pobyl rovněž na rožmberských hradech Příběnice, Český Krumlov a Vítkův kámen. Václava vysvobodil až jeho bratr Jan Zhořelecký. Proti králi vznikla široká panská koalice, do jejíhož čela se postavil opět moravský markrabě. 19. března 1396 Václav přijal podmínky šlechty. V nové vzpouře mu magnáti roku 1397 na hradě Karlštejně povraždili čtyři členy královské rady z jím preferovaného rytířského stavu.
Za jeho vlády došlo v dubnu 1389, během Velikonoc, k protižidovskému pogromu v pražském židovském ghettu, pod (údajnou) záminkou, že židovským chlapcem byl znesvěcen kříž nesený křesťany v průvodu. Došlo k vydrancování pražského ghetta a k vyvraždění téměř celé židovské komunity v Praze s více než třemi tisíci oběťmi. Václav, který byl tou dobou na říšských jednáních v Chebu, se urychleně vydal do Prahy a nařídil vrátit veškerý majetek zcizený během rabování. Jelikož však byla téměř naprostá většina původních majitelů po smrti, propadl tento majetek královské pokladnici. Nejsou přímé záznamy o tom, že by král tragédii hlouběji vyšetřoval či uděloval přísné tresty. Událost známá též jako Krvavé Velikonoce se stala největším pogromem v české historii.
Václav IV. byl velkým milovníkem zvířat a nechal zřídit v nové královské zahradě (na místě dnešního Obecního domu) rozsáhlý lvinec. Mimo lvů tam žily i další šelmy. Maso pro ně muselo být z příkazu krále přiváženo denně čerstvé a muselo být nejlepší kvality. V Královské oboře choval Václav IV. další zvířata, zejména jeleny, divoká prasata a zubry.

### Poslední léta panování
Obdobně jako v Čechách předložili v prosinci 1397 i porýnští kurfiřti Václavovi soupis požadavků a stížností. Týkaly se Václavovy nedůslednosti v řešení říšských problémů, církevní politiky, zejména v otázce papežského schizmatu, ale i jeho postoje vůči bratru Zikmundovi Lucemburskému, s nímž byl Václav v neustálých konfliktech.

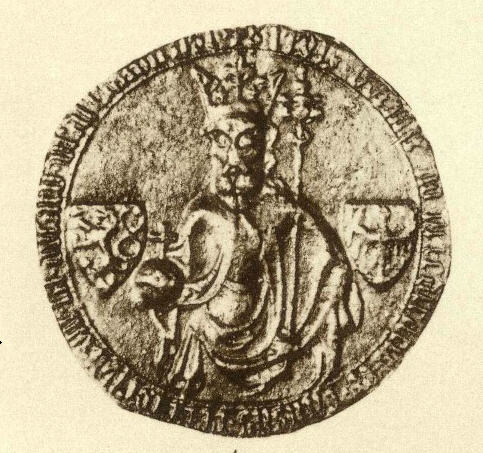
Pečeť Václava IV.

Na konci 90. let vznikla i v říši proti Václavovi koalice, jejíž činnost vyvrcholila v srpnu 1400 rozhodnutím o sesazení Václava IV. z římského trůnu s odůvodněním, že jde o krále „nepotřebného, nečinného i nedbalého“. Jeho nástupcem se stal Ruprecht III. Falcký (ani on ale v řešení světských i církevních problémů v říši neuspěl).
Své sesazení Václav neuznal a titul římského krále používal nadále. V letech 1402–1403 byl Václav vězněn z podnětu bratra Zikmunda a internován ve Vídni. Tentokrát byl zajat v královském domě na Starém Městě a odvezen opět přes Český Krumlov na hrad Schaunberg v Horních Rakousích. Po útěku byl v letech 1403–1405 donucen postupně uznávat další a další požadavky vyšší šlechty. Politická nestabilita a morová epidemie z konce 14. století byly hlavními příčinami ekonomického propadu Českého království. Rostlo sociální napětí a vázl dovoz zboží.
Když se v roce 1409 sešel v Pise církevní koncil, uznal znovu Václava IV. za římského krále, aniž se však Václav IV. fakticky ujal vlády. Roku 1410 byl proti němu zvolen králem jeho bratr Zikmund.

## Václav IV. a husitství

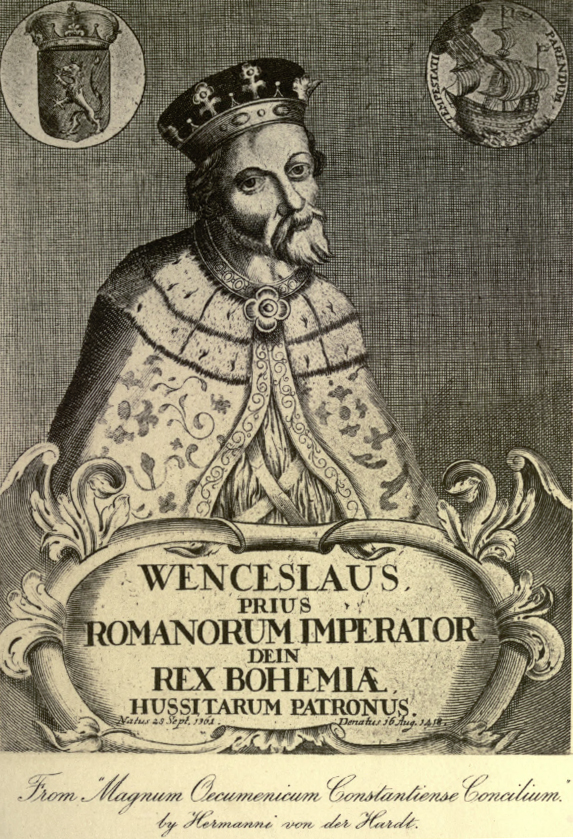
Václav IV. na fiktivním portrétu z doby baroka

Václav IV. zpočátku podporoval Jana Husa, což vyvrcholilo roku 1409 Dekretem kutnohorským. Kritika prodeje odpustků, který znamenal přínos také pro královskou pokladnu, je odcizila – roku 1412 Václav zaštítil prodej odpustků.
Ani odsouzení Husa jako kacíře a naléhání koncilu i Zikmunda, aby zasáhl proti „sílícímu kacířství“ v Českém království, nedokázaly Václava IV. vyburcovat k jednoznačnému postoji. Stále více se uchyloval do ústraní, kde ho také zastihla zpráva o první pražské defenestraci. To u něj vyvolalo záchvat mozkové mrtvice nebo snad epilepsie. 16. srpna 1419 Václav IV. zemřel na Novém hradě u Kunratic, který si nechal vybudovat několik let před smrtí za účelem odpočinku. Druhá Václavova manželka Žofie nechala pohřbít jeho pozůstatky v klášteře na Zbraslavi.
Během husitských válek však 10. srpna 1420 došlo k vyplenění kláštera husity pod vedením plzeňského kněze Václava Korandy a královo tělo bylo dokonce vytaženo z hrobu.
| „             | Táboři se vlámali i do hrobky královské, a vyňavše tělo krále Václava IV. z rakve, tropili s ním žerty ohavné, aby pozdě na noc, opilí vínem klášterním, s trofejemi rozbitých obrazů a mnišských kápí vraceli se do Prahy... | “ |
| — Josef Pekař | |   |

Teprve v roce 1424 byl Václav slavnostně uložen v hrobce českých králů pod svatovítským chrámem po boku Karla IV. Václav zemřel bezdětný a jeho nástupcem se jako český král stal Zikmund Lucemburský.
Obě Václavova manželství zůstala bez potomků. Nejsou známí ani jeho levobočci, ačkoliv byl stejně náruživý jako většina mocných mužů té doby. Neplodná manželství byla takříkajíc rodovou indispozicí Lucemburků. Králův strýc Václav Lucemburský zemřel bez legitimních potomků, stejně jako Václavovy sestry Markéta, Kateřina, Alžběta a anglická královna Anna. Václavovi moravští bratranci Jošt Moravský a Prokop Lucemburský rovněž děti neměli. Další členové rodu Jan Zhořelecký a Zikmund měli každý pouze po jedné legitimní dceři. Také Václavova sestra Markéta měla jen jednu dceru. Někteří mužští příslušníci rodu Lucemburků však zanechali početné potomky z levého boku.

## Historický obraz Václava IV.

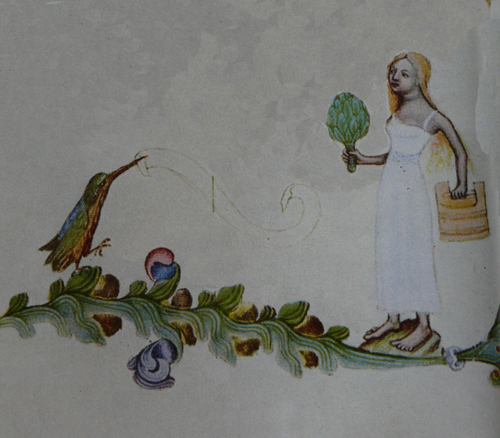
Václavův ledňáček a lazebnice z bordury Bible Václava IV.

Když se Vojtěch Raňkův z Ježova na pohřbu Karla IV. zmínil o tom, že české země čekají těžké časy, netušil,[zdroj?] jak hlubokou má pravdu. Karel se dočkal dědice až po čtyřicítce a zahrnoval Václava přehnanou přízní, znásobenou po úmrtí matky († 1362). Jeho vychovatelem byl Arnošt z Pardubic a po něm Jan Očko z Vlašimi. Z Václava se díky jejich péči stal sice vzdělaný, ale nesamostatný a nerozhodný člověk.[zdroj?]
Václav IV. se zejména v německé bibliografii objevuje jako lenivý král a opilec, ale to by se dalo říct o každém druhém středověkém panovníkovi.[zdroj?] Problémy, které nakonec vedly až k vypuknutí husitských válek, byly způsobeny společenskými i klimatickými změnami v Evropě a začaly už v posledních letech vlády Karla IV.
Václav IV. se dlouho netěšil velkému zájmu historiků, téměř všechna díla pojednávající o době jeho vlády sledují spíše ideologický vývoj Čech či vznik a vývoj husitství. Zprávy z doby Václavovy vlády jsou ovšem víceméně strohé. Václav IV. si byl vědom svých neúspěchů a neměl zájem na svém dvoře podporovat kronikářství.
Zahraniční kronikáři se „kacířského“ krále snažili vylíčit především ve špatném světle. Soudobí kronikáři, kteří Václava skutečně poznali, ho líčí mnohem příznivěji. Jeho současník, brabantský kronikář a diplomat Edmund de Dynter, se kterým se osobně setkal, ho popisuje jako výborného společníka, moudrého a zdvořilého knížete. Zdůrazňuje i jeho vzdělanost, sečtělost a znalost cizích jazyků. Václav IV. nechal vytvořit Bibli Václava IV. Byl také do té doby nejdéle vládnoucím českým panovníkem a překonán byl teprve o sto let později králem Vladislavem II. Jagellonským (1471–1516). V době jeho vlády byly dokončeny mnohé významné stavby, které byly v době smrti Karla IV. pouze rozestavěné.

### Václav IV. ve filmu
| Karel Höger       | ve filmu z r. 1954 a z roku 1956, režie Otakar Vávra    |
| Oldřich Kaiser    | v televizní inscenaci z r. 1978, režie Evžen Němec      |
| Alois Švehlík     | v televizní inscenaci z r. 1974, režie Miroslava Valová |
| Rudolf Hrušínský  | v televizní inscenaci z r. 1983, režie Jiří Bělka       |
| Vladimír Javorský | ve filmu z r. 2015, režie Jiří Svoboda                  |
| Karel Roden       | ve filmu z r. 2022, režie Petr Jákl                     |

## Vliv výchovy na Václavovu osobnost
Podle historiků Františka Martina Pelcela a Jiřího Spěváčka mělo brzké zapojení Václava do politických ceremoniálů a obecněji to, že s ním od dětství bylo zacházeno jako s dospělým, negativní vliv na rozvoj jeho osobnosti. Spěváček v souvislosti s latinským dopisem otci, který mu poslal teprve sedmiletý Václav, píše: Projevy společenské nadřazenosti u tak malého dítěte ostře kontrastují s pocity přehnané, až hrané devótnosti vůči otci ... Václav byl předčasně vytržen z normálního dětského myšlení a vtažen do světa politiky, aniž byl schopen chápat její zákonitosti a teprve postupně poznávat z vlastní zkušenosti vztahy lidí ve společnosti. Spěváček se také zmiňuje o přílišné péči a dohledu Karla IV., který nenechal Václava činit vlastní politická rozhodnutí, což mělo být příčinou Václavova pozdějšího nezájmu o panovnické povinnosti.

## Genealogie
|            |                           |  |                    |                       |  |  |  |  |  |  |  | Jindřich VI. Lucemburský |
|            |                           |  |                    |                       |  |  |  |  |  |  |  |                          |
|            | Jindřich VII. Lucemburský |  |                    |                       |  |  |  |  |  |  |  |                          |
|            |                           |  |                    |                       |  |  |  |  |  |  |  |                          |
|            |                           |  |                    | Beatrix z Avesnes     |  |  |  |  |  |  |  |                          |
|            |                           |  |                    |                       |  |  |  |  |  |  |  |                          |
|            | Jan Lucemburský           |  |                    |                       |  |  |  |  |  |  |  |                          |
|            |                           |  |                    |                       |  |  |  |  |  |  |  |                          |
|            |                           |  |                    | Jan I. Brabantský     |  |  |  |  |  |  |  |                          |
|            |                           |  |                    |                       |  |  |  |  |  |  |  |                          |
|            | Markéta Brabantská        |  |                    |                       |  |  |  |  |  |  |  |                          |
|            |                           |  |                    |                       |  |  |  |  |  |  |  |                          |
|            |                           |  |                    | Markéta z Dampierre   |  |  |  |  |  |  |  |                          |
|            |                           |  |                    |                       |  |  |  |  |  |  |  |                          |
|            | Karel IV.                 |  |                    |                       |  |  |  |  |  |  |  |                          |
|            |                           |  |                    |                       |  |  |  |  |  |  |  |                          |
|            |                           |  |                    | Přemysl Otakar II.    |  |  |  |  |  |  |  |                          |
|            |                           |  |                    |                       |  |  |  |  |  |  |  |                          |
|            | Václav II.                |  |                    |                       |  |  |  |  |  |  |  |                          |
|            |                           |  |                    |                       |  |  |  |  |  |  |  |                          |
|            |                           |  |                    | Kunhuta Uherská       |  |  |  |  |  |  |  |                          |
|            |                           |  |                    |                       |  |  |  |  |  |  |  |                          |
|            | Eliška Přemyslovna        |  |                    |                       |  |  |  |  |  |  |  |                          |
|            |                           |  |                    |                       |  |  |  |  |  |  |  |                          |
|            |                           |  |                    | Rudolf I. Habsburský  |  |  |  |  |  |  |  |                          |
|            |                           |  |                    |                       |  |  |  |  |  |  |  |                          |
|            | Guta Habsburská           |  |                    |                       |  |  |  |  |  |  |  |                          |
|            |                           |  |                    |                       |  |  |  |  |  |  |  |                          |
|            |                           |  |                    | Gertruda z Hohenbergu |  |  |  |  |  |  |  |                          |
|            |                           |  |                    |                       |  |  |  |  |  |  |  |                          |
| Václav IV. |                           |  |                    |                       |  |  |  |  |  |  |  |                          |
|            |                           |  |                    |                       |  |  |  |  |  |  |  |                          |
|            |                           |  | Boleslav I. Surový |                       |  |  |  |  |  |  |  |                          |
|            |                           |  |                    |                       |  |  |  |  |  |  |  |                          |
|            | Bernard Svídnický         |  |                    |                       |  |  |  |  |  |  |  |                          |
|            |                           |  |                    |                       |  |  |  |  |  |  |  |                          |
|            |                           |  |                    | Beatrix Braniborská   |  |  |  |  |  |  |  |                          |
|            |                           |  |                    |                       |  |  |  |  |  |  |  |                          |
|            | Jindřich II. Svídnický    |  |                    |                       |  |  |  |  |  |  |  |                          |
|            |                           |  |                    |                       |  |  |  |  |  |  |  |                          |
|            |                           |  |                    | Vladislav I. Lokýtek  |  |  |  |  |  |  |  |                          |
|            |                           |  |                    |                       |  |  |  |  |  |  |  |                          |
|            | Kunhuta Lokýtkovna        |  |                    |                       |  |  |  |  |  |  |  |                          |
|            |                           |  |                    |                       |  |  |  |  |  |  |  |                          |
|            |                           |  |                    | Hedvika Kališská      |  |  |  |  |  |  |  |                          |
|            |                           |  |                    |                       |  |  |  |  |  |  |  |                          |
|            | Anna Svídnická            |  |                    |                       |  |  |  |  |  |  |  |                          |
|            |                           |  |                    |                       |  |  |  |  |  |  |  |                          |
|            |                           |  |                    | Karel I. Martel       |  |  |  |  |  |  |  |                          |
|            |                           |  |                    |                       |  |  |  |  |  |  |  |                          |
|            | Karel I. Robert           |  |                    |                       |  |  |  |  |  |  |  |                          |
|            |                           |  |                    |                       |  |  |  |  |  |  |  |                          |
|            |                           |  |                    | Klemencie Habsburská  |  |  |  |  |  |  |  |                          |
|            |                           |  |                    |                       |  |  |  |  |  |  |  |                          |
|            | Kateřina Uherská          |  |                    |                       |  |  |  |  |  |  |  |                          |
|            |                           |  |                    |                       |  |  |  |  |  |  |  |                          |
|            |                           |  |                    | Kazimír Bytomský      |  |  |  |  |  |  |  |                          |
|            |                           |  |                    |                       |  |  |  |  |  |  |  |                          |
|            | Marie Bytomská            |  |                    |                       |  |  |  |  |  |  |  |                          |
|            |                           |  |                    |                       |  |  |  |  |  |  |  |                          |
|            |                           |  |                    | Helena                |  |  |  |  |  |  |  |                          |
|            |                           |  |                    |                       |  |  |  |  |  |  |  |                          |